# Myopiarolis lippa
Myopiarolis lippa är en kräftdjursart som beskrevs av Bruce 2009. Myopiarolis lippa ingår i släktet Myopiarolis och familjen Serolidae. Inga underarter finns listade i Catalogue of Life.